# Elassodiscus
Elassodiscus és un gènere de peixos pertanyent a la família dels lipàrids.

## Taxonomia
- Elassodiscus caudatus (Gilbert, 1915)[2]
- Elassodiscus obscurus (Pitruk & Fedorov, 1993)[3]
- Elassodiscus tremebundus (Gilbert & Burke, 1912)[4][5][6][7][8][9]